# كوريليانو دوترانتو
كوريليانو دوترانتو (بالإيطالية: Corigliano d'Otranto)‏ هي بلدة وبلدية في مقاطعة ليتشي في إقليم بوليا في جنوب إيطاليا.

## السكان
في سنة 1861 بلغ عدد السكان 2٬422 نسمة، وتطور العدد ليصل في سنة 2011 لـ 5٬771 نسمة.
يظهر هذا المخطط البياني تطور النمو السكاني لـ كوريليانو دوترانتو

## توأمة
لكوريليانو دوترانتو اتفاقيات توأمة مع:
- إيليو